# George Edward Cryer
George Edward Cryer (ur. 13 maja 1875, zm. 24 maja 1961) – amerykański polityk, trzydziesty drugi burmistrz Los Angeles. Funkcję tę sprawował przez trzy kadencje w latach 1921-1929. W trakcie jego kadencji wybudowano Los Angeles City Hall a także Los Angeles Memeorial Collisuem, a liczba mieszkańców przekroczyła 1 milion. Był oskarżany i podejrzewany o korupcję i związki z przestępczością zorganizowaną w Los Angeles.

## Życiorys
Urodził się w rodzinie farmera w Waterloo (Nebraska) w stanie Nebraska. W 1885 jego rodzina przeprowadziła się do południowej Kalifornii. Po ukończeniu studiów prawniczych rozpoczął praktykę w Los Angeles dochodząc do stanowiska prokuratora hrabstwa Los Angeles (Los Angeles District County Attorney), które pełnił latach 1915-1919. W 1921 został wybrany burmistrzem Los Angeles pod hasłami walki z przestępczością. Do jego sukcesów na tym stanowisku można zaliczyć także wybór Los Angeles jako gospodarza X Igrzysk Olimpijskich w 1932 roku.
Od połowy lat 20. oskarżany był o korupcję i podejrzewany o związki z gangiem Charlie Crawforda.
Pod koniec lat 20. szczególnie ostro występował przeciwko niemu "radioewangelista" pastor Robert P. Schuler. W procesie, który miał miejsce w 1929 roku zarzucał mu przyjmowanie korzyści majątkowych. W wyniku procesu burmistrz został oczyszczony ze stawianych mu zarzutów.
Po opuszczeniu stanowiska burmistrza, George E. Cryer powrócił do praktyki prawniczej. Bez skutku startował w wyborach na burmistrza w 1933 roku. Zmarł w wieku 86 lat w wyniku komplikacji pooperacyjnych.

## Inne
Postać George’a E. Creyera została przedstawiona w filmie "Oszukana" (2008).